# Provincia di Bururi
La provincia di Bururi è una delle 18 province del Burundi con 574 013 abitanti (censimento 2008).
Comprende la città di Bururi, capoluogo dell'omonima provincia, e la città di Rumonge, che si trova sulle sponde del lago Tanganika.
Nella provincia di Bururi si trova la riserva naturale di Bururi, dove si può ammirare il tipico paesaggio della foresta tropicale montana dell'Africa. Così come nella riserva naturale di Ruomonge, si può ammirare il paesaggio della foresta semi-decidua e come nella riserva naturale Kigwena, si può ammirare il paesaggio della foresta tropicale di pianura.
La città di Bururi è famosa per aver dato i natali a molti capi militari e politici del paese; tre di questi sono stati presidenti del Paese, in successione dall'anno di indipendenza del Paese.
Qui si trova la sorgente più meridionale del fiume Nilo, su un altopiano a 2150 metri sul livello del mare.

## Geografia antropica

### Suddivisioni amministrative
La provincia è suddivisa nei seguenti comuni:
- Bururi
- Matana
- Mugamba
- Rutovu
- Songa
- Vyanda

## Codici
- Codice HASC: BI.BR
- Codice ISO 3166-2: BR
- Codice FIPS PUB 10-4: BY10